# Louboutins
A Louboutins című dal Jennifer Lopez amerikai énekes-színésznő Love? című, hetedik stúdióalbumjáról származik. A Grammy-díjas The-Dream és Tricky Stewart írta.